# 웨스트사이드 중학교 총격 사건
웨스트사이드 중학교 총격 사건(Westside Middle School Shooting)은 1998년 3월 24일 존즈버러시 근처 아칸소주 크레이그헤드 카운티의 웨스트사이드 중학교에서 발생한 대규모 총격 사건이다. 13세 미첼 존슨(Mitchell Johnson)과 11세 앤드류 골든(Andrew Golden)이 학교에 총격을 가해 여러 무기로 5명을 살해했으며, 둘 다 현장에서 도망치려다 체포됐다. 또한 다른 10명도 부상을 입었다.
1. ↑  News, A. B. C. “March for Our Lives falls on 20th anniversary of deadly Jonesboro school shooting” (영어). 2024년 8월 4일에 확인함.